# Heinrich Heines erste Liebe
Heinrich Heines erste Liebe ist ein Stummfilm von Eva Christa von 1921/22. Er gehört zu den ersten deutschen Filmen, die von Frauen inszeniert wurden.

## Inhalt
„Ein in und für Hamburg produzierter Film über Heines frühe Jahre in der Hansestadt.“

## Hintergründe
Der Film basiert auf dem erfolgreichen Singspiel Heinrich Heines erste Liebe von Wilhelm Lindemann von 1917, das bei den Filmvorführungen auch parallel vorgetragen wurde. Dieses geht möglicherweise auf den gleichnamigen Roman von Katharina Diez von 1870 zurück.
Der Film war der zweite von vier Filmen, die die Regisseurin Eva Christa für die Vera-Filmwerke in Hamburg inszenierte. Auch die beiden Drehbuchautorinnen waren Frauen. Diese waren mit die ersten deutschen Filme überhaupt, die von Frauen verantwortet wurden.
Es sind bisher keine zeitgenössischen Rezensionen bekannt.
1997 wurde der Film auf dem Internationalen Filmhistorischen Kongress in Hamburg wieder aufgeführt.